# Josef Walter
Josef Walter (ur. 1 grudnia 1901, zm. w lipcu 1973 w Zurychu) – szwajcarski gimnastyk, medalista olimpijski z Berlina.